# Reg Spiers
Reg Spiers (eigentlich Reginald James Spiers; * 14. Dezember 1941) ist ein ehemaliger australischer Speerwerfer.
Bei den British Empire and Commonwealth Games 1962 in Perth wurde er Fünfter.
1967 und 1977 wurde er Australischer Meister. Seine persönliche Bestweite von 78,12 m stellte er am 14. Dezember 1963 in Adelaide auf.
1964 ließ er sich, nachdem er erfolglos versucht hatte, sich in England für die Olympischen Spiele in Tokio zu qualifizieren, und sein Geld gestohlen worden war, in einer Luftfrachtkiste von London nach Perth schicken. 1984 wurde er in Sri Lanka wegen Drogenschmuggels zum Tode verurteilt und nach einem Einspruch nach Australien ausgeliefert, wo er eine fünfjährige Haftstrafe verbüßte. 